# 三色美丽海葵
三色美丽海葵（学名：Calliactis tricolor）为链索海葵科美丽海葵属的动物。分布于红海、中美洲以及中国东海等海域，主要固着在寄居蟹钳夹上。